# Bugaba (distrito)
Bugaba é um distrito da província de Chiriquí, Panamá. Possui uma área de 884,30 km² e uma população de 68.570 habitantes (censo 2000), perfazendo uma densidade demográfica de 77,54 hab./km². Sua capital é a cidade de La Concepción.